# Epipleoneura albuquerquei
Epipleoneura albuquerquei – gatunek ważki z rodziny łątkowatych (Coenagrionidae). Znany tylko z dwóch okazów – samców odłowionych w lasach Amazonii na dwóch stanowiskach oddalonych od siebie o 350 km, położonych w brazylijskich stanach Pará i Amazonas.